# Euphorbia lawsonii
Euphorbia lawsonii är en törelväxtart som beskrevs av M.S. Binojkumar och Dwarakan. Euphorbia lawsonii ingår i släktet törlar, och familjen törelväxter. Inga underarter finns listade i Catalogue of Life.